# World Series Baseball starring Deion Sanders
World Series Baseball starring Deion Sanders est un jeu vidéo de sport de type baseball sorti exclusivement sur Mega Drive 32X en février 1996, uniquement en Amérique du Nord. Il a été développé par BlueSky Software et édité par Sega sous licence MLB et MLBPA.
Le jeu fait partie de la série World Series Baseball, dont il constitue le seul épisode sur 32X.
Comme l'indique son titre, cet épisode est sponsorisé par le joueur américain Deion Sanders.